# Karanglolor
Karanglolor is een bestuurslaag in het regentschap Ponorogo van de provincie Oost-Java, Indonesië. Karanglolor telt 2005 inwoners (volkstelling 2010).